# Cnemidophorus lacertoides
Cnemidophorus lacertoides är en ödleart som beskrevs av  Duméril och BIBRON 1839. Cnemidophorus lacertoides ingår i släktet Cnemidophorus och familjen tejuödlor. Inga underarter finns listade i Catalogue of Life.